# Jasnowłosa (album)
Jasnowłosa – debiutancki album zespołu Milano wydany w 1993 roku w firmie fonograficznej Blue Star. Płyta zawiera 9 piosenek.

## Lista utworów
1. "Justysia" 4:22
2. "Jasnowłosa" 4:14
3. "Oj nie kłam" 4:41
4. "Spacerek" 4:27
5. "Milano"  4:01
6. "Za późno" 3:30
7. "Poziomki" 3:35
8. "Bara bara" 4:30
9. "17-letnia dziewczyna" 4:37